# Šanidar
Jama Šanidar (kurdsko ئەشکەوتی شانەدەر, latinizirano: Eşkewtî Şaneder, arabsko كَهَف شانِدَر) je arheološko najdišče na gori Bradost v gorovju Zagros v guvernatu Arbil v avtonomni regija+i Kurdistan v severnem Iraku. Tu so leta 1953 odkrili ostanke neandertalca, vključno s Šanidarjem 1, ki je preživel več poškodb, verjetno zaradi oskrbe drugih v njegovi skupini, in Šanidarjem 4, ki so ga pokopali skupaj z rožami. Do tega odkritja so bili kromanjonci, najzgodnejši znani Homo sapiens v Evropi, edini posamezniki, znani po namenskih, ritualnih pokopih.

## Arheologija
Najdišče, 800 m od reke Veliki Zab (arabsko الزَّاب الْكَبِيْر, latinizirano: ez-Zâb el-Kebîr; kurdsko Zêy Badînan ali Zêyê Mezin; turško Zap; sirsko ܙܒܐ ܥܠܝܐ, latinizirano: zāba ʻalya) in blizu Rovanduza, leži na 640 m nad morsko gladino. Vhod v jamo je trikoten, 25 m širok in 7,9 m visok. Njene dimenzije so največ 53 m široke, 14 m široke in 40 m globoke.
Antropolog Ralph Solecki, član odprave Univerze v Michiganu za utemeljitev Bližnjega vzhoda, je mesto prvič sondiral leta 1951.  Za drugo sondiranje se je vrnil leta 1953 pod okriljem Generalnega direktorata za starine Iraka in Smithsonian Institution. Takrat so našli prvo telo iz mousterijanske dobe, verjetno neandertalca, dojenčka. Naslednjo sezono, v letih 1956–57, je opravil sondiranje na dveh bližnjih vaških lokacijah in nadaljeval delo v jami Šanidar. V jami so našli tri neokamnela okostja neandertalca. Eno je bilo skoraj popolno (Šanidar I - terenski katalog št. 504 III), eno je bilo fragmentarno (Šanidar III - terenski katalog št. 384 III), za eno pa so takrat izkopali le lobanjo (Šanidar II - terenski katalog št. 618 III). Najdena sta bila tudi dva neolitska okostnjaka, dojenčka in najstnice (z grobnimi pridatki). Pri teh izkopavanjih je bila pogosta uporaba razstreliva, do osem palic naenkrat.
V četrti sezoni, leta 1960, je bilo najdeno večinoma popolno okostje odraslega neandertalca (Šanidar IV). Njegovo stanje je bilo precej bolj krhko kot prejšnji primerki. Med izvlekom so opazili kosti drugega neandertalca, morda dveh, in jih pogojno označili s Šanidar VI. Prvi je bil glede na velikost domnevno moški, kasneje pa je bil prepoznan za žensko. Močno poškodovani in raztreseni ostanki enega odraslega neandertalca so bili označeni kot Šanidar V. Po obdelavi in analizi terenskega materiala so razglasili več ostankov neandertalca. Šanidar 9 je bil dojenček, predstavljen le z vretenci. Ostanke Šanidarja 9 so odkrili pri odstranitvi Šanidarja 4, ko so ga zaprli v blok usedlin in prepeljali v Bagdadski muzej. Šanidar 8 je bil odrasel z delno fragmentiranim okostjem. Šanidar 6 in 7 sta bila lobanja, zobje in delno okostje, vsi fragmenti. Šanidar 1, 2, 3, 5 in 7 so bili najdeni kot posamezni pokopi, medtem ko so bili drugi ostanki najdeni v enem samem stisnjenem bloku.
Na splošno so ta izkopavanja odkrila ostanke sedmih odraslih in dveh dojenčkov neandertalcev, ki so bili stari približno 65.000–35.000 let. Ti posamezniki so bili odkriti v musterianski plasti (plast D), ki je bila prekrita s plastjo baradostijske kulture (plast C), mezolitsko zarziansko plastjo (plast B) in holocensko neolitsko plastjo (plast A), skupaj z različnimi kamnitimi orodji in ostanki živali. Jama vsebuje tudi dve kasnejši proto-neolitski grobišči, od katerih eno sega okoli 10.600 pred našim štetjem in vsebuje 35 posameznikov, Solecki pa meni, da pripada natufijski kulturi. Prav tako sta bila leta 2018 odkrita Šanidar-11 in Šanidar-12.

### Nedavno delo
Preiskave so potekale v letih 2014–2015 pod okriljem Kurdistanskega direktorata za starine. Ostanke, najdene v jami Šanidar, ponovno preiskujejo, da bi analizirali mrliško dejavnost neandertalcev, ki so naseljevali to območje. Obstajajo različni znaki dejavnosti z ostanki po smrti, ki kažejo, da položaj lobanje in spodnje čeljusti Šanidar 1 ni bil naraven. Preiskave drugih lokacij bodo sestavni del razumevanja in analize dejavnosti posmrtnih ostankov tistih, ki so jih našli v jami Šanidar. Na ostankih favne, najdenih v plasti D na Univerzi v Chicagu, se izvaja dodatno delo za analizo mesarske dejavnosti. Številni najdeni ostanki so imeli vreznine, ki so jih povzročili predmeti iz kremena, kar je povezano z mesarskimi praksami.

## Odkrita hrana
Kopenski polži so bili izkopani in odkriti v znatnih količinah in domnevno so bili del prehrane prebivalcev Šanidarja. Ni jasno, ali je bila ta prehrana posledica kulturne spremembe ali spremembe okolja, ki je povzročila spremembo živil, kot je razvidno iz analize zmanjšanja velikosti pri kozah. Podatki iz drugih, afriških linij kažejo, da gre za kulturno spremembo, kar lahko nakazuje, da so neandertalci v jami Šanidar morda spremenili svojo prehrano zaradi kulturnih razlogov. V plasti B, ki sega približno 12.000 let nazaj, je Ralph S. Solecki našel številne polžje lupine, kar lahko nakazuje, da so prebivalci Šanidarja nekaj časa vzdrževali to prehrano.